# Mediapolis
Mediapolis é uma cidade localizada no estado americano de Iowa, no Condado de Des Moines.

## Demografia
Segundo o censo americano de 2000, a sua população era de 1644 habitantes.
Em 2006, foi estimada uma população de 1589, um decréscimo de 55 (-3.3%).

## Geografia
De acordo com o United States Census Bureau tem uma área de
3,1 km², dos quais 3,1 km² cobertos por terra e 0,0 km² cobertos por água.

## Localidades na vizinhança
O diagrama seguinte representa as localidades num raio de 20 km ao redor de Mediapolis.